# 竹上千咲
竹上 千咲（たけがみ ちさき、1992年3月29日 - ）は、日本の陸上競技選手。専門は中距離・長距離種目。ダイハツ工業所属。

## 経歴・人物
京都府南丹市八木町出身。南丹市立新庄小学校の時に出場した駅伝大会がきっかけで陸上競技を始める。それまでは走ることが好きではなく、小学校のマラソン大会も嫌いで、練習では友達と話しながら後ろを走っていた。小学校5年生の時に駅伝メンバーに選ばれ、毎日放課後に練習する中で陸上の魅力に引き込まれていった。その後、南丹市立八木中学校で陸上部に入り、800メートルを専門としていた。京都府立桂高等学校でも陸上を継続。高校1年から全国都道府県対抗女子駅伝競走の京都チームの強化選手に名を連ね、3年で初の代表入り。第28回全国都道府県対抗女子駅伝の代表に「選ばれた時はとにかく驚いた。ずっと入りたいと思っていた」と笑顔を見せた。そして高校の先輩である森唯我や西原加純のいる佛教大学へ進学。文学部中国学科に入学し、陸上競技部に所属。2011年9月24日に兵庫県神戸しあわせの村で開催された第21回関西学生対校女子駅伝競争大会では5区で区間賞をとり、チームも優勝。2012年10月28日の第30回全日本大学女子駅伝対校選手権大会5区で区間賞をとり、チームの準優勝に貢献。キヤノンアスリートクラブ九州に入り、2015年11月8日の第31回FUKUIスーパーレディス駅伝2015では6区を任され、チームの3位入賞に貢献。2017年2月末にキヤノンアスリートクラブ九州を退部し、4月にダイハツ工業に入社。所属は管理本部人材開発室。

## 自己ベスト
- 1500m - 4分24秒42
- 3000m - 9分26秒79
- 5000m - 15分48秒12
- 10000m - 34分14秒27
- ハーフマラソン - 1時間13分46秒

## 趣味・特技
バドミントンや水泳のほか、ピアノも得意。高校生の時は時間を見つけてピアノを弾いていた。